# Leopold III (książę Anhalt-Dessau)
Leopold Friedrich (ur. 10 sierpnia 1740 w Dessau, zm. 9 sierpnia 1817 w pałacu Luisium) –  od 1751 książę Anhaltu-Dessau z dynastii askańskiej. Od 1812 regent księstwa Anhalt-Köthen w imieniu małoletniego księcia Ludwika.
Urodził się jako syn księcia Anhalt-Dessau Leopolda II i jego żony księżnej Gizeli Agnieszki. Na tron wstąpił po śmierci ojca 16 grudnia 1751. Do 1758 regencję w jego imieniu sprawował stryj książę Dietrich.
W chwili kiedy został monarchą jego władztwo było częścią Świętego Cesarstwo Rzymskiego Narodu Niemieckiego. Pozostawało nią do 1806. W latach 1807–1813 wchodziło w skład Związku Reńskiego. Państwa należące do Związku  były formalnie suwerenne – mogły prowadzić politykę zagraniczną, w praktyce znajdowały się jednak pod przemożnym wpływem cesarza Francuzów Napoleona I. W 1815 Anhalt-Bernburg zostało członkiem Związku Niemieckiego, będącego luźną konfederacją państw. W 1807 podniesiono je do rangi księstwa udzielnego (Herzogtum) (na temat różnicy pomiędzy Fürst i Herzog zobacz hasło: książę).
25 lipca 1767 w poślubił margrabiankę Luise von Brandenburg-Schwedt. Para miała dwoje dzieci:
- córkę (1768-1768)
- księcia Fryderyka (1769-1814), następcę tronu Anhalt-Dessau

Ponadto miał dziesięcioro nieślubnych dzieci:
- z Johanną Eleonorą Hoffmeier:
  - Wilhelmine Eleonore Friederike (1762-1762)
  - hrabiego Franza Johanna Georga von Waldersee (1763-1823)
  - Louise Leonore Friederike  (1765-1804)
- z Luise Schoch:
  - Wilhemine Sidonie (1789-1860)
  - Luise Adelheid (1790-1870)
  - Franza Adolfa (1792-1834)
- z Johanną Magdaleną Luise Jäger:
  - Franziskę (1789-?)
  - Leopoldine (1791–1847)
  - Amalie (1793–1841)

z Friederike Wilhelmine Schultz:
- - Ludwiga Ferdinanda Schultza (1800–1893).

Po śmierci księcia Leopolda III jego następcą został wnuk Leopold IV.